# Le donne gelose
Le donne gelose è un'opera teatrale in tre atti in dialetto veneziano di Carlo Goldoni, messa in scena per la prima volta nel Teatro Sant'Angelo di Venezia a chiusura della stagione teatrale del 1752. 
La parte della protagonista fu recitata con grande bravura dall'attrice Maddalena Marliani-Raffi, la quale poco dopo ispirò il personaggio di Mirandolina. La commedia fu rappresentata con successo anche fuori di Venezia.
In questa commedia, l'autore mette in scena uno squarcio di vita veneziana, colto tra la Frezzaria e il Ridotto in una giornata di Carnevale. Al centro della vicenda vi sono il gioco del Lotto e il personaggio di una vedova non più giovane, ma che non intende per questo rinunciare alla sua femminilità e alla libertà che le deriva dal denaro. Il titolo pone l'accento sulle donne gelose della vedova piuttosto che sulla figura della protagonista. 

## Trama
Venezia, periodo di Carnevale. La signora Andolfa è una giovane e scaltra vedova. La sua casa è spesso frequentata dal signor Boldo e dal signor Todero, entrambi piccoli borghesi che versano in precarie condizioni economiche. Il primo fa visita alla donna per scambiare con lei i numeri del lotto, mentre il secondo, invece, incallito giocatore d’azzardo, le porta in pegno vari oggetti per poter ottenere ulteriore denaro con cui giocare. I motivi utilitaristici che spingono i due uomini a recarsi da Lugrezia sono, tuttavia, ignoti alle loro mogli, la signora Giulia (moglie di Boldo) e la signora Tonina (moglie di Todero), che temono che l’affascinante vedova possa aver sedotto i mariti.
A far visita alla casa di Lugrezia è anche il giovane Baseggio, che si rivolge alla vedova per noleggiare dei vestiti da indossare per il carnevale. Durante la festa il ragazzo spera infatti di poter chiedere la mano di Orsetta, nipote del signor Boldo, nonostante in precedenza avesse frequentato anche Chiaretta, figlioccia dello stesso Boldo.
Mentre si reca a trovare la signora Tonina, la signora Ernesta, accompagnata da Chiaretta (che spera di trovare tra i passanti l’amato Baseggio), vede il signor Todero entrare nella vicina casa di Lugrezia. Anche Tonina in precedenza aveva visto, affacciandosi al balcone, Boldo entrare nella medesima casa. Entrambe, tuttavia, decidono di non rivelare per discrezione la propria scoperta, generando così una serie di divertenti incomprensioni. Successivamente, però, le due hanno modo di scorgere i rispettivi mariti uscire dalla casa di Andolfa. Furibonde meditano di vendicare il loro onore, ma, insicure e incerte, desistono dai loro intenti. Poco dopo, tuttavia, è la stessa Lugrezia a far visita a Tonina. Durante l’incontro, le donne hanno modo di sfogare le loro ire contro la vedova, che non esita a discolparsi, rivelando i reali motivi che inducono Boldo e Todero a recarsi da lei. Nonostante ciò, Lugrezia non viene creduta e alla lite si aggiunge anche Chiaretta, che sospetta che la donna abbia sedotto anche Baseggio. Ribadendo la sua rispettabilità, Andolfa lascia, dunque, la casa.
Dopo la discussione, Giulia e Tonina decidono di seguire Lugrezia e, in maschera, assieme a Chiaretta, si recano al Palazzo del Ridotto.
Al Ridotto si trova anche Baseggio, in compagnia di Orsetta e della tirannica madre di quest’ultima, la signora Fabia. Sono presenti, inoltre, Boldo e Todero, l’uno per portare a Lugrezia la ricevuta del lotto e l’altro per comunicarle che il giorno successivo sarebbe tornato a riscattare i pegni. A distanza, le mogli osservano i mariti avvicinare Lugrezia e, ancora una volta fraintendendo i reali motivi degli incontri, attaccano la donna, una volta che i mariti si sono allontanati.
La mattina successiva Boldo, che ha vinto al lotto, e Todero, che al gioco è riuscito a vincere un ingente somma di denaro, si recano a comunicare i rispettivi successi alla vedova. I tre sono raggiunti anche da Baseggio, che grazie alla mediazione di Lugrezia, riesce ad ottenere la mano di Orsetta da parte di Boldo suo zio. Poco dopo giungono anche Giulia e Tonina, informate da Arlecchino che i mariti sono riusciti ad arricchirsi grazie all’aiuto dell’ormai non più odiata vedova. Nel finale Lugrezia congeda i vari personaggi, ammonendoli e fornendo loro preziosi consigli di vita.

## Poetica
L'attenzione del commediografo veneziano si concentra su una zona circoscritta della città e su un’unica classe sociale di bottegai e mercanti, piccoli borghesi già sulla soglia dell’impoverimento. Ha scritto Giorgio Sangati: È un mondo chiuso, claustrofobico, senza contatti con l’esterno, autoreferenziale, segnato prima ancora che dalla crisi economica da una deriva morale che trascina i protagonisti in un vortice di dipendenza patologica dal gioco, in un turbine di gelosie e invidie deliranti. I rapporti umani sono miseri, ipocriti; le relazioni corrose, ammuffite, perennemente condizionate da motivi economici; l’intimità è squallida, segnata da insulti e botte. Imperano il culto del denaro e una fiducia ossessiva nell'azzardo: solo la sorte infatti può alleviare l’angoscia di (ri)cadere nella miseria, ma si tratta di un sollievo temporaneo per un mondo dal destino ormai segnato. Nessuno lavora, ma le energie si sprecano, tutti si affannano, si inseguono, si consumano, senza trovare una via d’uscita, come in un labirinto in cui si gira a vuoto e si ritorna sempre al punto di partenza. L’unico piacere (sadico) per i protagonisti sembra derivare dalla contemplazione delle disgrazie altrui.